# Listă de localități din cantonul Appenzell Intern
În anul 2009 în cantonul Appenzell Intern, sunt 6 localități.
| Stema          | Numele comunei | Locuitori 31 decembrie 2008 | Suprafața in km² | Locuitori/ km² |
| -------------- | -------------- | --------------------------- | ---------------- | -------------- |
| Appenzell      | Appenzell      | 5787                        | 16.88            | 343            |
| Gonten         | Gonten         | 1451                        | 24.73            | 59             |
| Oberegg        | Oberegg        | 1894                        | 14.61            | 130            |
| Rüte           | Rüte           | 3200                        | 40.82            | 78             |
| Schlatt-Haslen | Schlatt-Haslen | 1140                        | 17.93            | 64             |
| Schwende       | Schwende       | 2077                        | 57.50            | 36             |
|                | Total          | 15'549                      | 172.47           | 90             |